# Лайнвілл (Алабама)
Лайнвілл (англ. Lineville) — місто (англ. city) в США, в окрузі Клей штату Алабама. Найбільший населений пункт округу. Населення — 2489 осіб (2020).

## Географія
Лайнвілл розташований за координатами 33°18′46″ пн. ш. 85°45′8″ зх. д. / 33.31278° пн. ш. 85.75222° зх. д. (33.312832, -85.752278).  За даними Бюро перепису населення США в 2010 році місто мало площу 23,33 км², з яких 23,15 км² — суходіл та 0,18 км² — водойми.

## Демографія

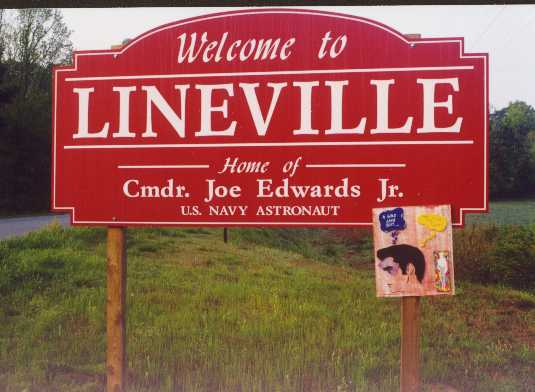
В'їзний знак Лайнвілла

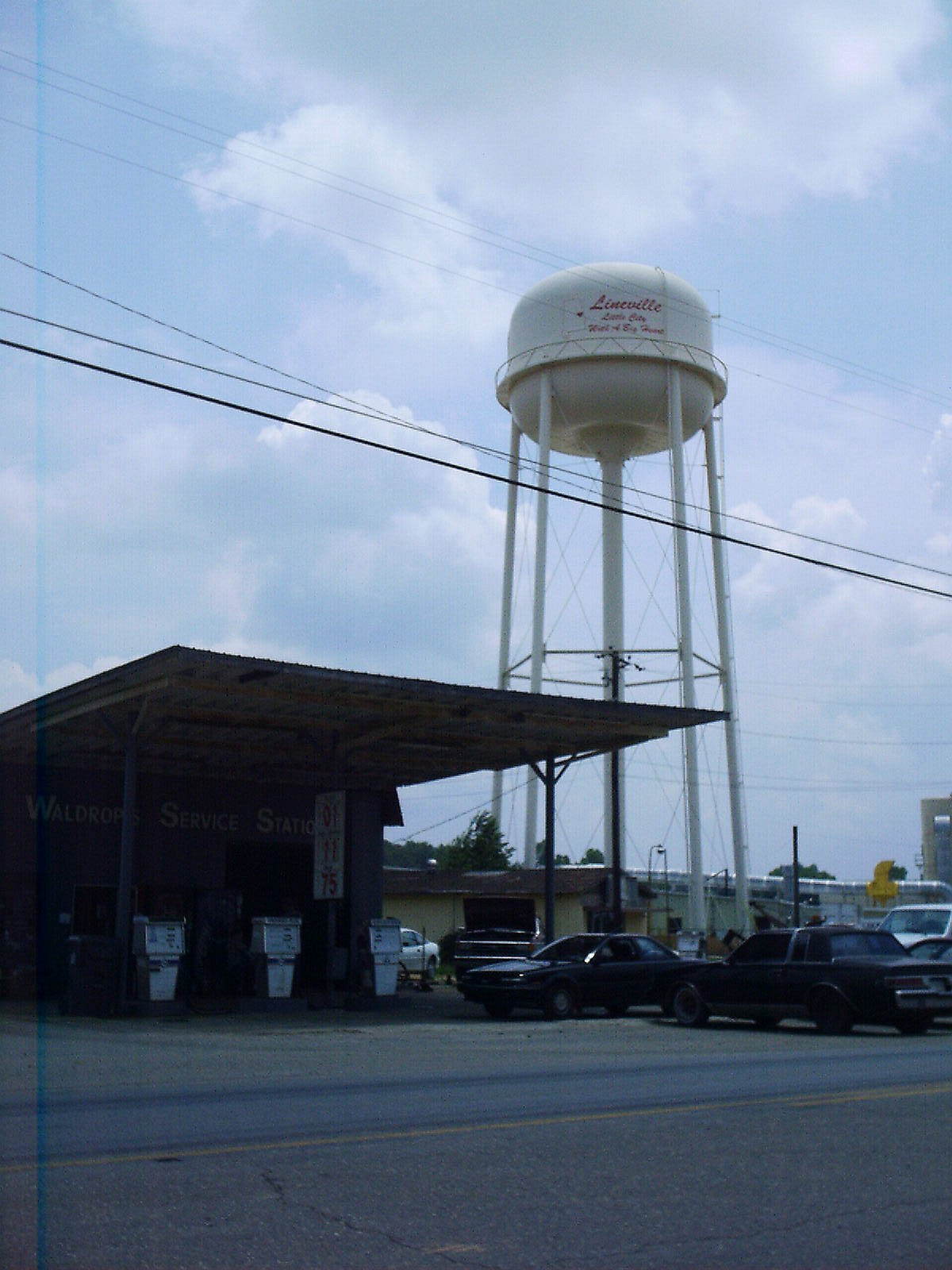
Водонапірна вежа Лайнвілла

Згідно з переписом 2010 року, у місті мешкало 2395 осіб у 967 домогосподарствах у складі 655 родин. Густота населення становила 103 особи/км².  Було 1119 помешкань (48/км²).
Расовий склад населення:
| - 58,6 % — білих - 36,9 % — чорних або афроамериканців - 0,3 % — корінних американців - 0,2 % — азіатів - 1,5 % — осіб інших рас |

До двох чи більше рас належало 2,6 %. Частка іспаномовних становила 4,6 % від усіх жителів.
За віковим діапазоном населення розподілялося таким чином: 24,4 % — особи молодші 18 років, 55,8 % — особи у віці 18—64 років, 19,8 % — особи у віці 65 років та старші. Медіана віку мешканця становила 40,9 року. На 100 осіб жіночої статі у місті припадало 87,5 чоловіків;  на 100 жінок у віці від 18 років та старших — 79,9 чоловіків також старших 18 років.
Середній дохід на одне домашнє господарство  становив 42 930 доларів США (медіана — 31 472), а середній дохід на одну сім'ю — 53 502 долари (медіана — 41 181). Медіана доходів становила 32 063 долари для чоловіків та 24 313 долари для жінок. За межею бідності перебувало 12,9 % осіб, у тому числі 14,0 % дітей у віці до 18 років та 5,5 % осіб у віці 65 років та старших.
Цивільне працевлаштоване населення становило 917 осіб. Основні галузі зайнятості: виробництво — 23,3 %, освіта, охорона здоров'я та соціальна допомога — 16,7 %, роздрібна торгівля — 15,6 %.

## Відомі уродженці
У місті в 1958 р. народився американський астронавт Джо Едвардс (англ. Joe F. Edwards, Jr.).